# Román de Le Puy
Román de Le Puy (en francés: Romain du Puy; fallecido después de 1134) fue un noble francés de Le Puy-en-Velay que acompañó al obispo Ademar de Monteil en la Primera Cruzada en el ejército de Raimundo IV de Tolosa.
Apareció por primera vez en Tierra Santa en los documentos de 1100. Fue hecho el primer señor de Transjordania en 1118 por el rey Balduino II de Jerusalén. Se rebeló durante la revuelta de Hugo II de Le Puiset en 1134 y el rey Fulco confiscó su feudo para dárselo a Payen el Mayordomo. Fue exiliado a Europa.

## Descendencia
Se casó con una tal Riquilda (fallecida después de 1130). Con ella tuvo un hijo, Rodolfo.